# Banyumas (Kikim Tengah)
Banyumas is een bestuurslaag in het regentschap Lahat van de provincie Zuid-Sumatra, Indonesië. Banyumas telt 737 inwoners (volkstelling 2010).